# Накадзава Кейдзі
Накадзава Кейдзі (яп. 中沢 啓治, Nakazawa Keiji, нар. 14 березня 1939 , Район Нака  — 19 грудня 2012 , Хірошіма ) — японський художник манґи і письменник.

## Біографія
Накадзава народився 14 березня 1939 року в Нака-ку, Хіросіма, Японія, і був у місті, коли воно було зруйноване атомною бомбою в серпні 1945 року. Більшість членів його сім'ї, які не евакуювалися, загинули внаслідок вибуху, опинившись під уламками свого будинку, за винятком його матері та маленької сестри (яка померла через кілька тижнів чи то від недоїдання, чи то від опромінення, яке отримала її мати).
Накадзава закінчив середню школу в 1954 році, а в 1961 році він переїхав до Токіо, щоб стати художником-мультиплікатором і створював короткі твори для антологій манги, таких як Shōnen Gaho, Shōnen King, і Bokura.
Після смерті матері в 1966 році Накадзава повернувся до своїх спогадів про руйнування Хіросіми і почав висловлювати їх у своїх оповіданнях. Kuroi Ame ni Utarete («Вражений чорним дощем»), перша із серії з п’яти книг, була ввигаданою історією вцілілих у Хіросімі, залучених до післявоєнного чорного ринку. Накадзава вирішив зобразити свій власний досвід в оповіданні 1972 року Ore wa Mita («Я бачив це»), опублікованому в Monthly Shōnen Jump.
Одразу після завершення «Я бачив це» Накадзава розпочав свою головну роботу Hadashi No Gen («Босоногий Ґен»). Цей серіал, який зрештою налічує десять томів, був заснований на тих самих подіях, що й «Я бачив це», але більш розширених і вигаданих. Головним героєм є Ґен Накаока, хлопчик, який уособлює автора. «Босоногий Ґен» зобразив бомбардування та його наслідки в надзвичайно графічних деталях, причому досвід Ґена був ще більш жахливим, ніж у самого Накадзави. В історії також міститься критика мілітаризації японського суспільства під час Другої світової війни та подекуди жорстокої динаміки традиційної сім'ї. «Босоногий Ґен» був адаптований у трилогію повнометражних фільмів, два аніме-фільми та телевізійну драму.
Накадзава оголосив про свою відставку у вересні 2009 року, посилаючись на погіршення стану діабету та катаракти. Він скасував плани щодо продовження «Босоногого Ґена». У Накадзави діагностували рак легенів; у липні 2011 року було виявлено метастази від раку легенів. Він помер 19 грудня 2012 року.

## Спадщина
Накадзава став об'єктом японського документального фільму «Хіросіма Босоногого Ґена» (2011) режисера Юко Ісіди. У 2020 і 2023 роках він був номінований до Залу слави Вілла Айснера на премії Айснера.